# Cantharellus californicus
Espèce
Cantharellus californicus est une espèce de champignons basidiomycètes du genre Cantharellus dans la famille des Cantharellaceae décrite en 2008 par David Arora et Susie M. Dunham (université de l'Oregon) dans un numéro spécial champignons de la revue Economic Botany. 
En Californie (États-Unis), les cuisiniers parlent d'elle comme de la chanterelle du chêne, les récoltants la qualifient de chanterelle de la boue, tandis qu'en France on l'appelle communément girolle.

## Taxonomie
Un mycologue américain, David Arora, a observé ces champignons jaune orangé de plus près. Après des études morphologiques et moléculaires, il en ressort que le champignon californien que l'on prenait pour Cantharellus cibarius, la vraie girolle baptisée scientifiquement en France en 1821, est bien une espèce différente, qu'il nomme Cantharellus californicus.

## Économie
Dans le monde, le marché des chanterelles pèserait 1,3 milliard d'euros pour les producteurs, souligne David Arora. Pour clarifier le marché, il devenait important de distinguer les différentes formes de chanterelles, qui n'ont pas toutes les mêmes qualités gustatives. D'autant que les récoltants ont tout à gagner à en savoir plus sur leur productivité et leur physiologie.
Plus gros - il n'est pas rare de trouver des Cantharellus californicus de 1 kg - plus fibreux et moins parfumé, ce nouveau champignon n'est pas le plus apprécié des chefs. Pourtant son prix atteint régulièrement des sommets (de 7 à 17 euros par kg pour le récoltant), notamment parce qu'il pousse entre novembre et avril, une période durant laquelle les autres espèces de Cantharellus sont rares.
En moyenne, on estime qu'environ 23 tonnes de Cantharellus californicus sont ramassées chaque année en Californie. Cantharellus californicus pousse en forêt de chênes, mais préfère les espèces de chênes vivant sur la côte californienne à celles de l'intérieur des terres.